# Šarišský Štiavnik
Šarišský Štiavnik (in ungherese Sósfüred, in tedesco Schawnik) è un comune della Slovacchia facente parte del distretto di Svidník, nella regione di Prešov.
Ha dato i natali a Dionýz Ilkovič, fisico e chimico, che contribuì alle basi teoriche della polarografia.